# HMS Seal (N37)
Pour les articles homonymes, voir Seal (homonymie).
Le HMS Seal (Pennant number : N37) est l’un des six sous-marins mouilleur de mines de la classe Grampus appartenant à la Royal Navy.
Il a servi pendant la Seconde Guerre mondiale, a été capturé par la Kriegsmarine et remis en service en Allemagne comme UB, l’un des nombreux sous-marins capturés. Il est le seul sous-marin que les Allemands aient capturé en mer pendant la Seconde Guerre mondiale. Sa capture a permis aux Allemands de corriger une faille critique dans les torpilles de leurs propres sous-marins.

## Conception
Après un prototype unique, le HMS Porpoise, construit en 1932, les cinq autres navires de la classe Grampus ont été lancés entre 1935 et 1938, avec une conception améliorée. Ces bâtiments de 82 mètres de long avaient un déplacement de 1 520 tonnes en surface et portaient 50 mines Mk XVI. Les mines sont stockées dans une galerie spéciale et transportées par un convoyeur intégré dans la coque extérieure, système qui avait été expérimenté avec le HMS M3 de classe M, devenu navire-école. Ces unités possédaient des ballasts qui formaient des excroissances de chaque côté de la coque.
La nécessité d'avoir des sous-marins mouilleurs de mines spécialisés devint moins évidente lorsque la Royal Navy fabriqua une mine pouvant être immergée par les tubes lance-torpilles de 533 mm.

## Engagements
Le HMS Seal (en français : phoque) a été construit par l’arsenal de Chatham Dockyard. La pose de sa quille a eu lieu le 9 décembre 1936 et il a été lancé le 27 septembre 1938. Il est commissionné dans la Royal Navy le 24 mai 1939. Pendant toute sa carrière britannique, son commandant était Rupert Lonsdale, dont c’était le second commandement.